# Барбоса (Сантандер)
Барбоса (исп. Barbosa) — город и муниципалитет в северо-восточной части Колумбии, на территории департамента Сантандер. Входит в состав провинции Велес.

## История
Поселение, из которого позднее вырос город, было основано 24 мая 1539 года. Муниципалитет Барбоса был выделен в отдельную административную единицу в 1940 году.

## Географическое положение

Муниципалитет Барбоса

Город расположен в южной части департамента, в горной местности Восточной Кордильеры, на правом берегу реки Суарес, на расстоянии приблизительно 136 километров к юго-западу от города Букараманги, административного центра департамента. Абсолютная высота — 1580 метров над уровнем моря.
Муниципалитет Барбоса граничит на севере с территорией муниципалитета Гуэпса, на западе — с муниципалитетом Велес, на юге — с муниципалитетом Пуэнте-Насьональ, на востоке — с территорией департамента Бояка. Площадь муниципалитета составляет 46,43 км².

## Население
По данным Национального административного департамента статистики Колумбии, совокупная численность населения города и муниципалитета в 2015 году составляла 28 635 человек.
Динамика численности населения муниципалитета по годам:
| 2005   | 2006   | 2007   | 2008   | 2009   | 2010   | 2011   | 2012   | 2013   | 2014   | 2015   |
| ------ | ------ | ------ | ------ | ------ | ------ | ------ | ------ | ------ | ------ | ------ |
| 26 046 | 26 304 | 26 577 | 26 843 | 27 114 | 27 372 | 27 626 | 27 877 | 28 132 | 28 388 | 28 635 |

Согласно данным переписи 2005 года мужчины составляли 48,3 % от населения Барбосы, женщины — соответственно 51,7 %. В расовом отношении белые и метисы составляли 99,96 % от населения города; негры, мулаты и райсальцы — 0,04 %.
Уровень грамотности среди всего населения составлял 88,2 %.

## Экономика
56,6 % от общего числа городских и муниципальных предприятий составляют предприятия торговой сферы, 30,5 % — предприятия сферы обслуживания, 11,9 % — промышленные предприятия, 1 % — предприятия иных отраслей экономики.

## Транспорт
Через город проходят национальные шоссе № 45А и № 62.